# Jacek Wilk

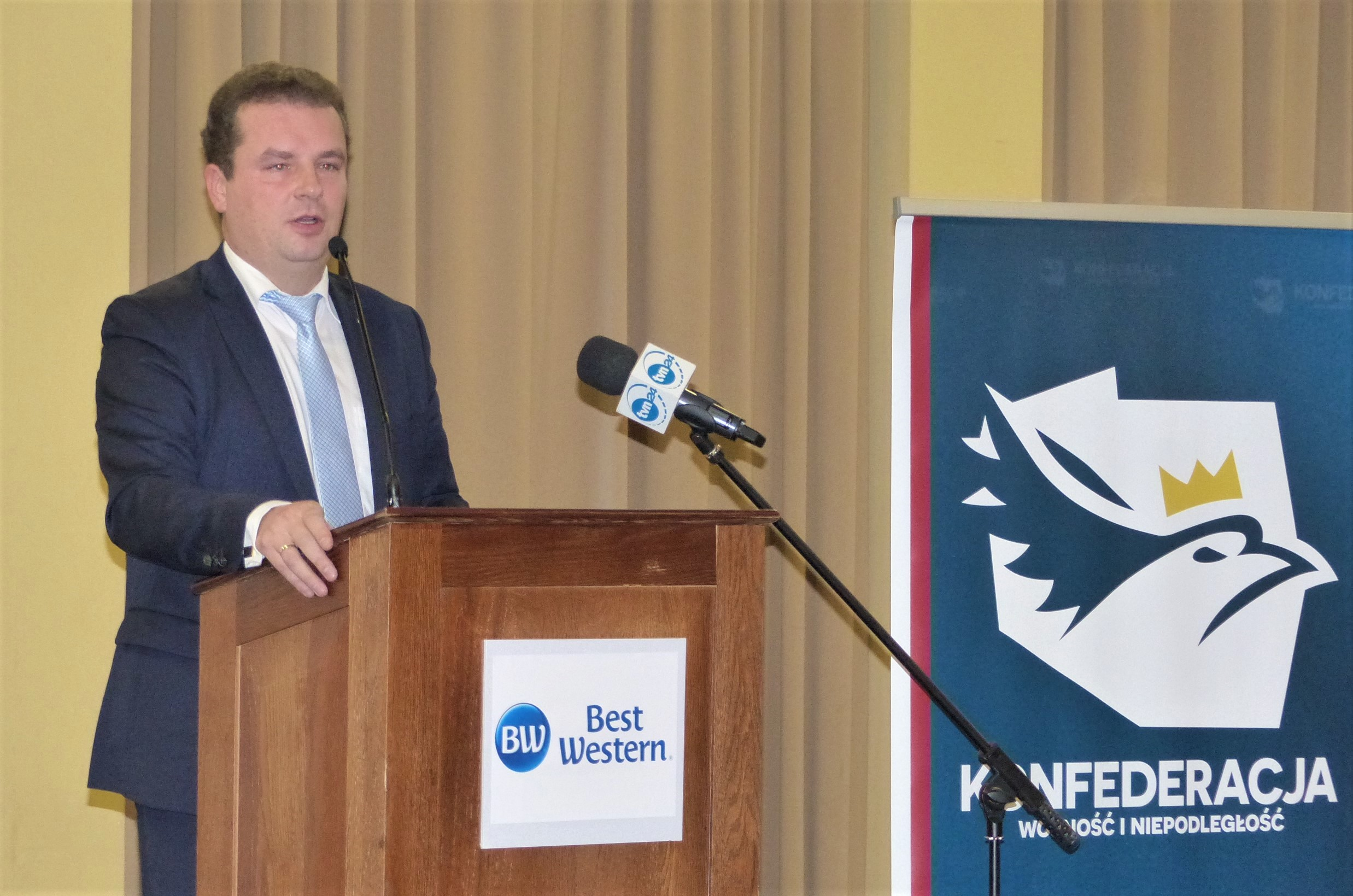
Jacek Wilk podczas regionalnych prawyborów prezydenckich Konfederacji w Kielcach (2019)

Jacek Wilk (ur. 17 sierpnia 1974 w Kocinie) – polski polityk, prawnik i ekonomista, adwokat, kandydat w wyborach prezydenckich w 2015, poseł na Sejm RP VIII kadencji.

## Życiorys

### Wykształcenie i praktyka prawnicza
Jest absolwentem I Liceum Ogólnokształcącego im. Bartłomieja Nowodworskiego w Krakowie. W 1998 ukończył studia magisterskie na kierunkach międzynarodowe stosunki gospodarcze i polityczne oraz finanse i bankowość w warszawskiej Szkole Głównej Handlowej, a w 1999 studia na Wydziale Prawa i Administracji Uniwersytetu Warszawskiego. Kształcił się również na Wydziale Zarządzania i Komunikacji Społecznej Uniwersytetu Jagiellońskiego i w szkole międzynarodowego prawa podatkowego w Veldhoven w Holandii (1998–1999). W 2001 ukończył podyplomowe studia prawnicze w ramach stypendium holenderskiego Uniwersytetu Erazma w Rotterdamie.
Od 2001 do 2005 odbywał aplikację adwokacką w Warszawie, a następnie rozpoczął studia doktoranckie w Kolegium Gospodarki Światowej SGH. Pracował w warszawskich oddziałach firm konsultingowo-audytowych, a następnie w warszawskich kancelariach adwokackich. W 2005 założył własną kancelarię adwokacką. W 2010 rozpoczął pracę jako audytor systemów zarządzania bezpieczeństwem informacji. W tym samym roku został także wykładowcą w ramach Izby Adwokackiej w Warszawie.

### Działalność polityczna

#### Do wyborów parlamentarnych w 2015
Początkowo związany z Unią Polityki Realnej. W maju 2011 przystąpił do Kongresu Nowej Prawicy. W 2012 zasiadł w radzie głównej tej partii, był także jej sekretarzem generalnym i naczelnym jurystą. 26 października 2013 został wiceprezesem KNP (formalnie pełnił tę funkcję przez niespełna rok). W wyborach parlamentarnych w 2011 bez powodzenia kandydował z listy KNP do Sejmu w okręgu kieleckim (dostał 422 głosy), a w wyborach do Parlamentu Europejskiego w 2014 również bezskutecznie startował w okręgu warszawskim.
4 lutego 2015 został ogłoszony kandydatem Kongresu Nowej Prawicy na prezydenta RP (po cofnięciu rekomendacji dla Janusza Korwin-Mikkego, który zdecydował o założeniu własnej partii). W przeprowadzonych 10 maja wyborach zajął 10. miejsce wśród 11 kandydatów, zdobywając 68 186 głosów, co stanowiło 0,46% głosów ważnych.
Ponownie został wiceprezesem KNP. W lipcu 2015 objął funkcję reprezentanta ruchu organizowanego przez Pawła Kukiza na województwo świętokrzyskie.

#### Od wyborów parlamentarnych w 2015

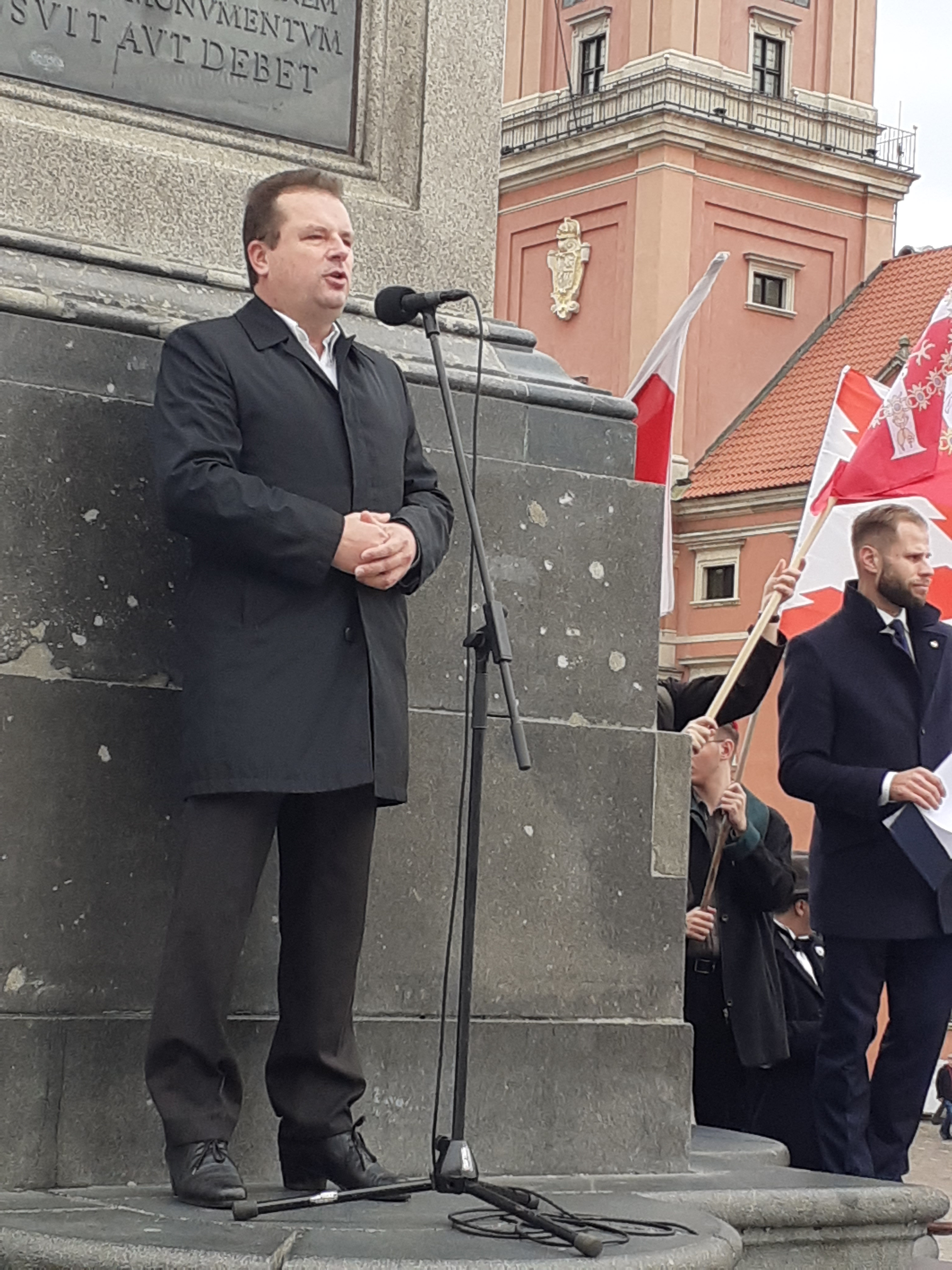
Jacek Wilk w trakcie demonstracji organizacji monarchistycznych w Warszawie (2023)

W październiku 2015 wystartował z listy Kukiz’15 do Sejmu. Uzyskał mandat posła VIII kadencji, otrzymując 2420 głosów. Na początku kadencji został członkiem Komisji Cyfryzacji, Innowacyjności i Nowoczesnych Technologii oraz Komisji Ustawodawczej. W jej trakcie współtworzył Parlamentarny Zespół ds. Programu Polska 3.0. W 2016 został członkiem Stowarzyszenia KoLiber.
W listopadzie 2017 przeszedł z KNP do partii Janusza Korwin-Mikkego KORWiN (w 2022 przemianowanej na Nową Nadzieję). W lutym 2018 wystąpił z klubu Kukiz’15, zostając posłem niezrzeszonym. W tym samym roku został zarejestrowany jako kandydat do sejmiku mazowieckiego, jednak wycofał się ze startu. W listopadzie 2018 współtworzył koło poselskie Wolność i Skuteczni. W marcu 2019 powołany na przewodniczącego powstałego z jego przekształcenia koła poselskiego Konfederacja, jednak w następnym miesiącu został zastąpiony przez Marka Jakubiaka. W wyborach do Parlamentu Europejskiego w tym samym roku otwierał listę tej formacji w okręgu śląskim. W wyborach w tym samym roku nie uzyskał poselskiej reelekcji z ramienia Konfederacji Wolność i Niepodległość. Był następnie jednym z kandydatów w zorganizowanych przez tę partię prawyborach mających wyłonić jej kandydata w wyborach prezydenckich w 2020.
W 2020 podczas pandemii COVID-19 wydał książki: Legalne sposoby na nielegalne szczepionki. Analiza prawna obowiązku szczepień w Polsce oraz Jak zrzucić kaganiec? Obrona przed mandatami za brak maseczki. W wyborach w 2023 ponownie bezskutecznie kandydował do Sejmu. W wyborach do Europarlamentu w 2024 otwierał listę Konfederacji w okręgu nr 6, nie uzyskując mandatu europosła X kadencji. W czerwcu 2025 przeszedł z Nowej Nadziei do Konfederacji Korony Polskiej. 

## Poglądy
Wypowiadał się przeciwko obowiązkowi szczepień ochronnych. W 2018 uczestniczył w forum ekonomicznym na okupowanym Krymie. Wzywał do „normalizacji stosunków z Rosją” po wydaleniu rosyjskich dyplomatów w reakcji na próbę otrucia Siergieja Skripala. Również w 2018 na jego zaproszenie w Sejmie gościli politycy niemieckiej eurosceptycznej prawicowej partii Alternatywa dla Niemiec. Wypowiadał się także przeciwko rosnącemu importowi węgla z Rosji, proponując zwiększenie jego wydobycia w Polsce.

## Życie prywatne
Żonaty z Magdaleną Wilk, która podjęła praktykę adwokacką i udzielała się jako aktorka niezawodowa w serialach dokumentalno-fabularnych z gatunku court show pt. Sędzia Anna Maria Wesołowska oraz Sąd rodzinny. Ma córkę i dwóch synów. Biegle posługuje się językami angielskim i rosyjskim.

## Wyniki wyborcze
| Wybory | Komitet wyborczy                   | Komitet wyborczy                                                 | Organ                               | Okręg                               | Wynik          |
| ------ | ---------------------------------- | ---------------------------------------------------------------- | ----------------------------------- | ----------------------------------- | -------------- |
| 2011   |                                    | Nowa Prawica – Janusza Korwin-Mikke                              | Sejm VII kadencji                   | nr 33                               | 422 (0,10%)    |
| 2014   | Parlament Europejski VIII kadencji | Nowa Prawica – Janusza Korwin-Mikke                              | nr 4                                | 17 443 (2,29%)                      |                |
| 2015   |                                    | KW Kandydata na Prezydenta Rzeczypospolitej Polskiej Jacka Wilka | Prezydent Rzeczypospolitej Polskiej | Prezydent Rzeczypospolitej Polskiej | 68 186 (0,46%) |
| 2015   |                                    | Kukiz’15                                                         | Sejm VIII kadencji                  | nr 19                               | 2420 (0,22%)   |
| 2019   |                                    | Konfederacja KORWiN Braun Liroy Narodowcy                        | Parlament Europejski IX kadencji    | nr 11                               | 34 520 (2,16%) |
| 2019   |                                    | Konfederacja Wolność i Niepodległość                             | Sejm IX kadencji                    | nr 21                               | 14 526 (3,57%) |
| 2023   | Sejm X kadencji                    | Konfederacja Wolność i Niepodległość                             | nr 20                               | 10 862 (1,49%)                      |                |
| 2024   | Parlament Europejski X kadencji    | Konfederacja Wolność i Niepodległość                             | nr 6                                | 46 267 (6,10%)                      |                |